# 泰米尔伊拉姆过渡政府
泰米尔伊拉姆过渡政府（英語：Transnational Government of Tamil Eelam，缩写为TGTE）是一个由泰米尔伊拉姆侨民成立的流亡政府。它的目标是延续泰米尔伊拉姆意识，在斯里兰卡东部和北部省份成立一个泰米尔伊拉姆国家。